# Dendrotion hanseni
Dendrotion hanseni là một loài chân đều trong họ Dendrotionidae. Loài này được Menzies miêu tả khoa học năm 1956.